# Baile de los cossiers

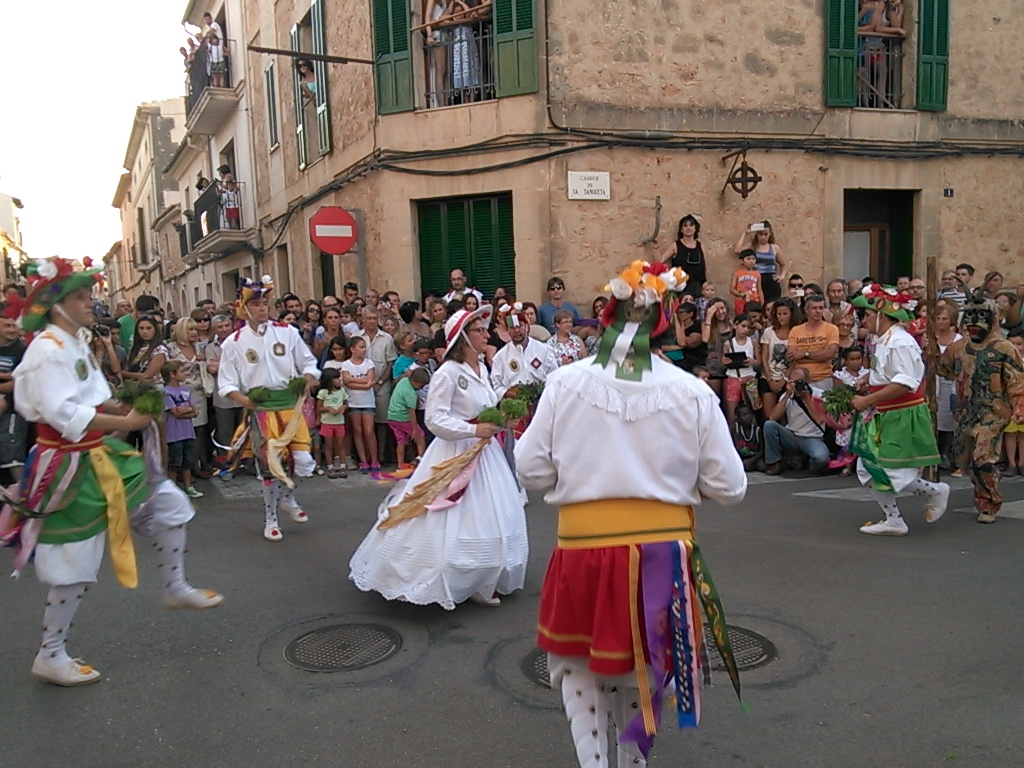
Baile de Cossiers de Algaida (Mallorca)

El baile de los cossiers comprende un grupo de danzas populares españolas que se bailan en la isla de Mallorca, destacando Manacor, Alaró, Algaida, Montuiri e Inca.
Los bailadores suelen ser seis cossiers (el número es variable) y la dama (según el pueblo puede ser un hombre o una mujer) y en algunas localidades están acompañados por otros personajes (como el demonio). Normalmente el baile se realiza trazando un círculo (con la dama en el centro) aunque algunas danzas más solemnes (por ejemplo l'Oferta/La Oferta, els Mocadors/los Pañuelos o el Mercançó) salen de la norma.
Su origen parece encontrarse en los repobladores catalanes de la isla, al haberse encontrado referencias del baile en Cataluña, y aunque en un principio sería parte de la procesión del Corpus que acabarían integrándose en las fiestas patronales.